# 2008年ギニアクーデター
2008年ギニアクーデター（仏: Coup d'État de 2008 en Guinée）は、2008年12月23日にギニアで発生したクーデター。このクーデターによって、ムサ・ダディス・カマラ率いる民主主義と発展のための国民評議会（Conseil National de la Démocratie et du Développement、CNDD）が政権を掌握し、次の大統領選挙の前に2年間国を統治する計画を発表した。
実際に2年後の2010年には、選挙で選ばれたアルファ・コンデを大統領とする新政権が発足した。

## クーデターの流れ
このクーデターは、前日に当時の大統領であったランサナ・コンテが死去したことに起因しており、23日早朝にそのことが発表された6時間後には、民主主義と発展のための国民評議会によって国営ラジオにて軍事クーデターが宣言された。
24日には、ムサ・ダディス・カマラがCNDDの大統領であるとする声明が出され、同日には2010年末までに大統領選挙を行うことを約束した。12月30日には、首相にカビネ・コマラが任命され、2日後に彼は「クーデターがギニアを民族闘争への転落から防いだ」と演説した。